# Корректурная проба Бурдона
Корректурная проба Бурдона (тест Бурдона) — метод патопсихологического исследования, заимствованный из психологии труда. Используется для выявления утомляемости, оценки концентрации и устойчивости внимания. Предложен французским психологом Бенджамином Бурдоном (Benjamin B. Bourdon) в 1895 году.

## Инструкция

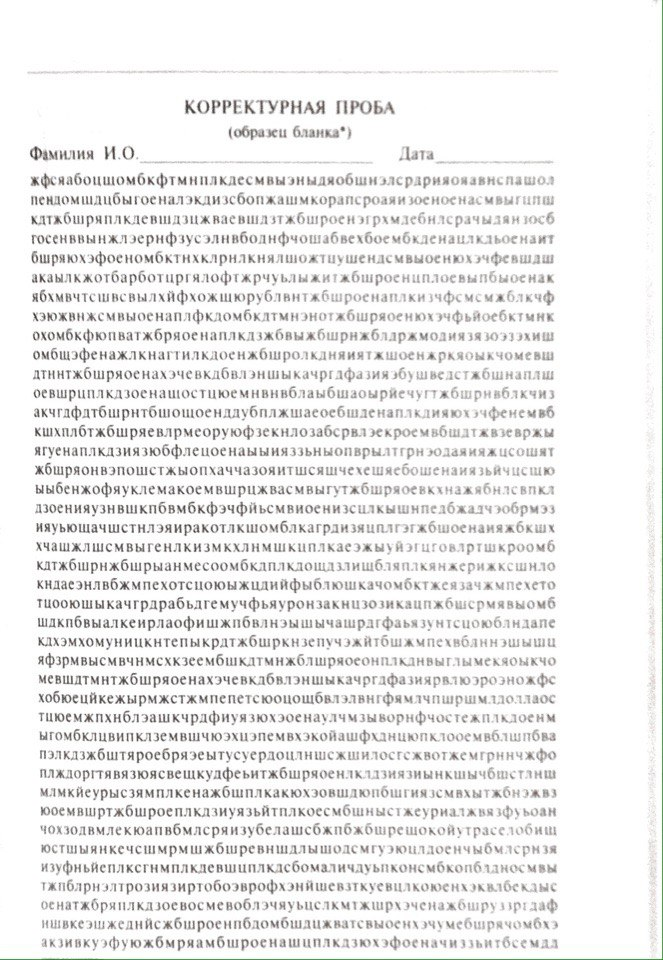
Образец бланка теста на основе кириллицы

Тест проводится при помощи бланков с большим количеством (несколько сотен или тысяч) случайно расположенными рядами символов (букв, цифр, пиктограмм, колец Ландольта и т.п.). Испытуемому необходимо, просматривая бланк, ряд за рядом, вычёркивать из него указанные в инструкции символы. После команды «Начали!» экспериментатор включает секундомер и по прошествии каждой минуты ставит пометку в месте, где держит карандаш в этот момент испытуемый. Длительность проведения методики может составлять 3, 5 или 10 минут, в зависимости от задачи.

## Результаты
В клинической практике используются показатели изменения скорости работы (количество знаков, просмотренных в единицу времени) и изменение точности (количество ошибок в те же интервалы). Построение двух этих графиков выявляет утомляемость (снижение скорости и точности), врабатываемость (повышение скорости, точности) и колебания того или иного показателя.

## Особенности
Необходимо учитывать состояние зрения испытуемого, а также его уровень грамотности и язык. Для тестирования иностранцев, неграмотных людей (или страдающих дислексией) и малолетних детей обычно используются пиктограммы или кольца Ландольта. Для иностранцев также могут использоваться цифры или, например, буквы, похоже выглядящие в кириллицы и латинице.